# Арлозоров, Хаим
Хаим Арлозо́ров (в различные периоды жизни также использовал имена Виталий и Виктор; 23 февраля 1899 года, Ромны, Российская империя — 16 июня 1933 года, Тель-Авив, Палестина) — еврейский писатель, публицист и политик, один из лидеров сионистского движения, член руководства Еврейского агентства и глава его Политического управления.

## Детство и юность
Виктор Саулович Арлозоров родился в 1899 году в городе Ромны (ныне Сумская область, Украина). Внук казённого раввина города в 1853—1891 годах (с перерывами) Элиэзера Арлозорова, автора «Сефер Хагахот Элиезер» (1902). В 1905 году из-за серии погромов семья Арлозоровых эмигрировала в Германию. Здесь после окончания школы Хаим Арлозоров изучает экономику в Берлинском университете и в 1924 году получает докторскую степень.

## Начало сионистской деятельности
Уже во время учёбы Арлозоров публиковал статьи о будущем сионистского движения и еврейского народа, в которых высказывал точку зрения, что только посредством совместных усилий еврейского и арабского народов Палестины сионистское движение сможет реализовать идею национального дома для еврейского народа. Ещё в 1919 году Арлозоров становится соучредителем политического движения «Ха-Поэль ха-Цаир» («Молодой рабочий»), идеи которого привлекли к себе внимание многих еврейских интеллектуалов того времени.
Во время обучения в Германии Хаим Арлозоров познакомился с будущей супругой Геббельса Магдой, которая была подругой его сестры. Магду с Хаимом связывала не только многолетняя дружба, но также любовные отношения и увлечённость сионизмом. По словам Беллы Фромм, если бы Магда не встретила Геббельса, она вполне могла оказаться «…в каком-нибудь кибуце в Палестине с оружием в руках и стихом из Торы на устах».
В 1923 году Арлозоров становится членом Рабочего Сионистского Комитета, а в 1923 году, после окончания учёбы, переезжает в Палестину.

## В Палестине
После создания Рабочей партии, в 1931 году, Арлозоров становится одним из её руководителей, близким другом и сподвижником Хаима Вейцмана. На семнадцатом сионистском конгрессе он был избран в состав руководства Еврейского агентства и на пост руководителя его Политического отдела в Иерусалиме. На этом посту Арлозоров укрепляет связи с британским мандатным правительством и с некоторыми руководителями арабских стран, видя в этом важный этап в строительстве еврейского государства.

## Политические взгляды
В этот период Арлозоров активно выступает против позиции, согласно которой сионистское движение в Палестине должно «набрать силу» для начала реализации проекта государства. Арлозоров видит необходимость уже на этом этапе перейти от мечты о собственном государстве к его созданию. В своём письме Вейцману Арлозоров указывает на то, что необходим длительный промежуточный период еврейского самоуправления как меньшинства в Палестине, и только имея структуры такого самоуправления, можно укреплять еврейские позиции в Земле Израиля. Арлозоров, с одной стороны, отвергал идеи леворадикального движения «Брит Шалом» о таком соглашении с арабскими странами, который гарантировал бы евреям самоуправление в обмен на их обязательство оставаться меньшинством. С другой стороны, он не считал возможным реализацию идеи еврейского государства за счёт укрепления боевой мощи еврейской общины. Он также отвергал идею разделения Палестины на два государства.

## Соглашение «Хаавара»
В 1933 году, после прихода Гитлера к власти, Арлозоров отправляется в Германию, чтобы попытаться помочь евреям этой страны эмигрировать в Палестину. При посредничестве Сэма Коэна, еврейского адвоката и бизнесмена, проживавшего в Германии, а также при полной поддержке Вейцмана и Бен-Гуриона, ему удается заключить соглашение Хаавара, согласно которому деньги от проданного евреями в Германии имущества переходили на счета Англо-Палестинского банка и «Темпельерского банка». На эти деньги компания «Хаавара» закупала немецкие товары, предназначенные для импорта, и продавала их в Палестине и Европе, a вырученные от продажи средства предназначались для помощи репатриантам из Германии.
Это соглашение встретило серьёзное противодействие в еврейских кругах Европы, как «вставляющее палки в колеса» движению за бойкот нацистского режима.

## Убийство
Деятельность Арлозорова, его постоянные поездки между Германией и Австрией, в целях продвижения программы «Хаавара», вызвали серьёзное противодействие и в самой Палестине. Рупором этого противодействия стала газета «Народный фронт», издававшаяся радикальным крылом ревизионистского движения. Риторика была чрезвычайно жёсткой: «Союз Сталина—Гитлера—Бен-Гуриона».
16 июня 1933 года Хаим Арлозоров со своей супругой Симой сидели на балконе тель-авивского пансиона «Кэте Дан» (ныне гостиница «Дан»). Когда вокруг них стала собираться толпа зевак, они решили выйти на прогулку по побережью в сторону Яркона. Сима заметила, что их преследуют два человека, один высокий, другой намного ниже, и сказала об этом мужу. Преследователи настигли их, и один из них, невысокого роста, выстрелил Арлозорову в живот. Из-за большой задержки с оказанием медицинской помощи Арлозорова не удалось спасти, и он скончался в тот же день.

### Расследование убийства
Убийство Арлозорова стало большим потрясением для всей еврейской общины в Палестине. Подозрение пало на последователей ревизионистского движения, и спустя два дня после убийства были арестованы основные подозреваемые: Авраам Ставский и Цви Розенблатт. На опознании Сима Арлозорова узнала в них убийц своего мужа. 8 июля 1934 года Ставский был признан виновным в убийстве Арлозорова и приговорён к смертной казни через повешение. Остальные обвиняемые были оправданы. 20 июля 1934 года при рассмотрении кассационной жалобы Ставский также был оправдан на основании действующего Британского закона о свидетелях, согласно которому показания одного свидетеля недостаточны для обвинительного приговора. Начальник управления британской полиции в Палестине, Джозеф Фредерик, писал позже, что английская администрация с самого начала знала о непричастности ревизионистов к убийству Арлозорова, и их арест был произведён для успокоения общественного мнения.

### Версии убийства
Убийство Арлозорова до сего дня остаётся нераскрытым. Родилось много версий о причастности тех или иных кругов к этому преступлению. Среди историков в последнее время получила распространение теория, согласно которой убийство было совершено активистами Коммунистической партии Палестины. Сестра Арлозорова, Лиза, считала, что за убийством стоял Йозеф Геббельс.

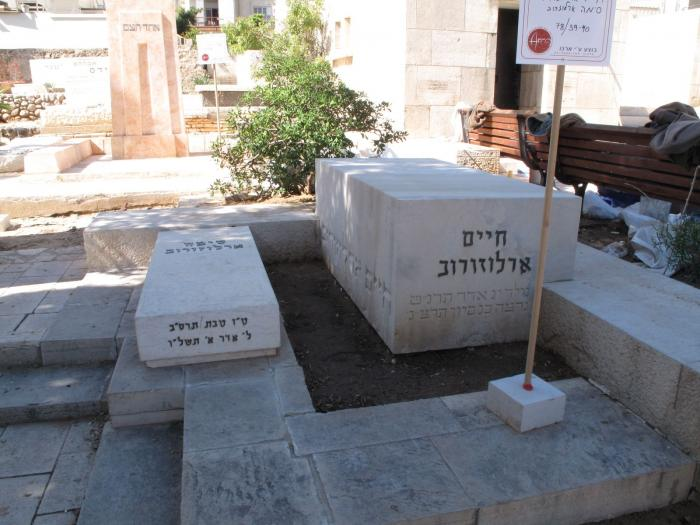
Могила Хаима Арлозорова на кладбище Трумпельдор

## Увековечивание памяти
Именем Арлозорова назван поселок «Кфар Хаим» в Шароне, основанный в год его убийства в 1933 году, город Кирьят-Хаим — город-спутник Хайфы, кибуц Гиват Хаим и многочисленные улицы и школы в разных городах Израиля, в частности в Иерусалиме, Тель-Авиве и Хайфе.